# WetterOnline

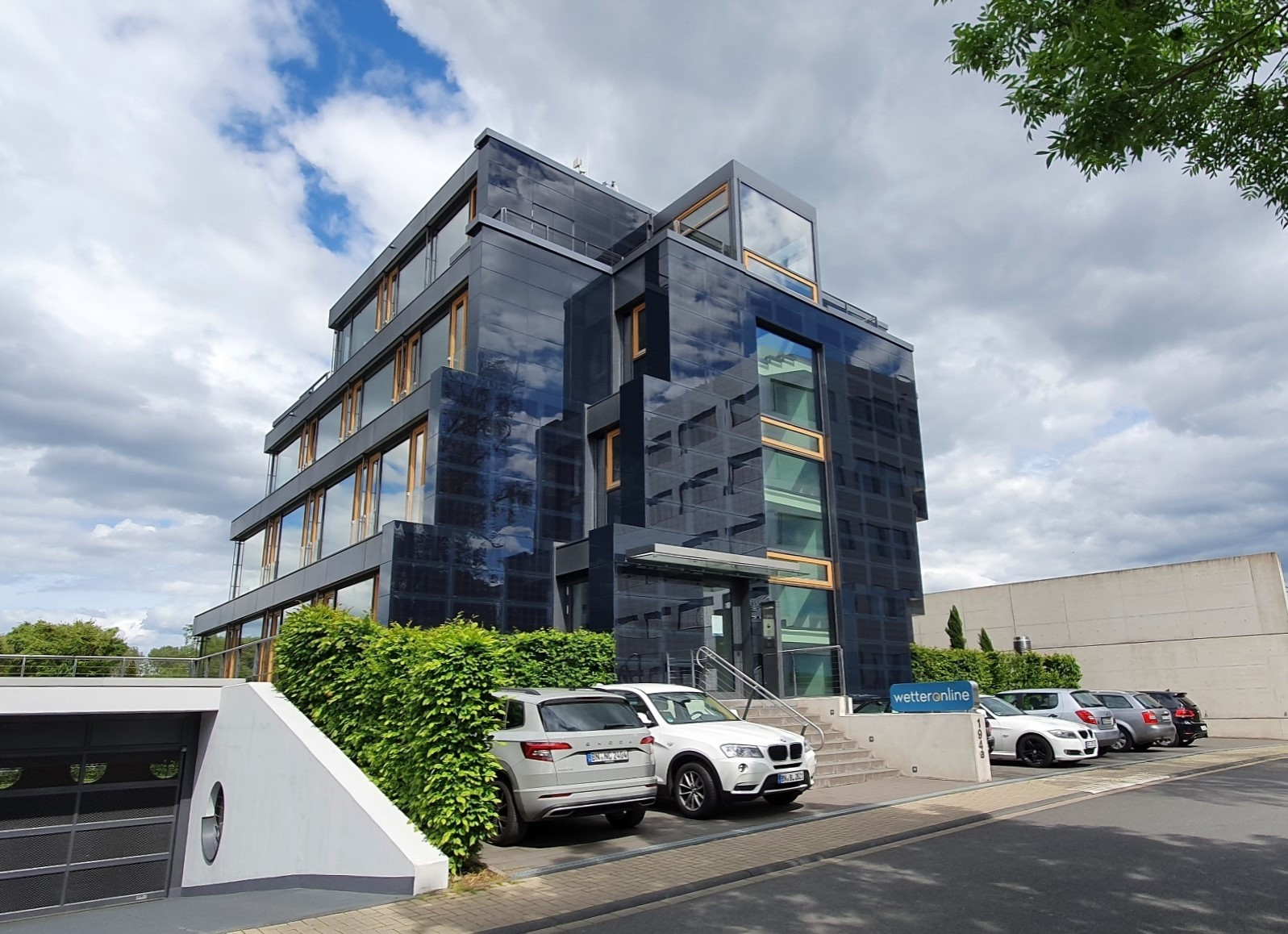
Firmensitz von WetterOnline in der Karl-Legien-Straße in Bonn

WetterOnline ist ein deutsches Online-Angebot für Wetterdaten, das seit 1997 besteht und von der WetterOnline Meteorologische Dienstleistungen GmbH betrieben wird.

## Geschichte
Der Betreiber von WetterOnline wurde 1996 gegründet und hat seinen Sitz in Bonn. 1997 wurde das Angebot veröffentlicht.
Im Jahr 2005 beschäftigte das Unternehmen 35 Mitarbeiter. Seit 2009 bietet WetterOnline ein entgeltliches Abonnement an, das Zugriff auf weitere Daten und Funktionen erlaubt und die kostenfrei angebotenen Wetterinformationen werbefrei anzeigt. 2012 zählte das Unternehmen 50 Mitarbeiter. Im Jahr 2013 wurde das Online-Angebot neu gestaltet und seither bietet das Unternehmen verschiedene Apps an.
Ende 2018 zählte WetterOnline 110 Mitarbeiter, im Jahr 2021 waren es rund 150.

## Angebot
Neben Wetterberichten für Deutschland und Europa, ortsgenauen Wettervorhersagen und Satellitenbildern informiert WetterOnline über das tagesaktuelle Wettergeschehen und stellt Wetterentwicklungen in animierter Form dar. Reporter berichten in Videos über Wetterlagen. Redaktionelle Wetterberichte werden von einem Team aus sieben Mitarbeitern verfasst.
Neben Wetterrückblicken und Klimaanalysen werden Unwetterwarnungen angeboten. Nutzer können dem Unternehmen Bild- und Videomaterial zusenden, welches teilweise veröffentlicht wird. WetterOnline veröffentlicht zudem spezielle Wetteranalysen wie Gesundheitswetter, Sportwetter und Segelwetter.
Sowohl die werbefinanzierte als auch die kostenpflichtige App zeigen detaillierte Wetterdaten. Hier wird für europäische Länder eine animierte grafische Darstellung angeboten, für Städte außerhalb Europas stündliche Standbilder.
Seit 2016 bietet WetterOnline die Zustellung von Wetterberichten und Wetternachrichten in verschiedenen Messengern an.
Für Analyse und Vorhersage des Wetters, aktuelle Wetterinformationen, Satellitendaten, Radarmessungen, und Blitzortung nutzt das Unternehmen Daten und Informationen vom Deutschen Wetterdienst (DWD) sowie von verschiedenen Dienstleistern.
Diese Daten werden bewertet, mit Daten globaler Wettermodelle kombiniert und zusammengefasst.

## Kritik
WetterOnline klagte gegen die Bundesrepublik Deutschland bezüglich des Angebotes vom Deutschen Wetterdienst „DWD WarnWetter-App“, da dieses Angebot in direkter Konkurrenz zu privaten Wetter-Apps stehe. Nachdem das Gericht in erster Instanz entschieden hatte, dass die Wetter-App des DWD wettbewerbsrechtlich unzulässig sei, erhob sich Kritik gegen das Vorgehen von WetterOnline. Tenor der Kritik in Bewertungen für die angebotenen Apps und in Beiträgen in sozialen Medien war, dass das Unternehmen mit der Klage Wetterdaten als ausschließlich kostenpflichtige Informationen etablieren und seine Marktstellung auf Kosten der steuermittelfinanziert erhobenen Wetterdaten stärken wolle. Mit Inkrafttreten der Zahlungspflicht für die vollumfängliche Nutzung der „DWD WarnWetter-App“ am 19. Dezember 2017 entflammte erneut ein heftiger Shitstorm gegen WetterOnline in den sozialen Medien. Weiterhin steht eine kostenlose Variante der WarnWetter-App des DWD ausschließlich mit Informationen über Unwetterlagen zur Verfügung.
Auch nach einer Änderung des DWDG entschied der Bundesgerichtshof am 12. März 2020 für WetterOnline, die App des DWD bleibt somit weiterhin teilweise kostenpflichtig.
Anfang 2025 wurde aufgrund einer Recherche des Bayerischen Rundfunks und netzpolitik.org bekannt, dass die App durch eine besonders hohe Zahl (mehr als 800) von Drittanbietern hervorsticht, an die Bewegungsdaten ihrer Nutzer weitergeleitet werden, so dass Experten von einem „Kontrollverlust“ im Datenhandel sprachen.